# Заставний Володимир Андрійович
Володи́мир Андрі́йович Заставний (нар. 2 вересня 1990, Львів, Українська РСР, СРСР) — український футболіст, правий захисник.

## Кар'єра
У ДЮФЛ України виступав за «Рух» (Винники) і ФК «Моршин».
На початку 2009 року відгукнувся на запрошення віце-президента футзального клубу «Енергія» (Львів) Володимира Фелишина і 24 січня провів перше тренування з командою. Дебютував за «зелено-білих» молодий гравець 25 лютого у грі проти СумДУ. Заставний зіграв ще одну гру за «Енергію» і на цьому його футзальна кар'єра закінчилася.
На професіональному рівні у футболі дебютував восени 2010 року в першій лізі у складі ужгородського «Закарпаття». 1 жовтня 2010 року вийшов на заміну на 88-й хвилині в домашній грі проти «Геліоса». Загалом провів в ужгородській команді 3 поєдинки в чемпіонаті та 1 — у Кубку України, після чого навесні 2011 року покинув команду і став виступати за аматорський «Берегвідейк».
Влітку 2011 року підписав контракт з першоліговим «Львовом», за який виступав до кінця року.
Навесні 2012 року перейшов у молдовське «Зімбру», у складі в тому ж сезоні став володарем бронзових медалей чемпіонату, а в кінці літа дебютував у єврокубках в виїзному матчі проти валлійського клубу «Бангор Сіті».
Взимку 2014 року перейшов в «Дачію» (Кишинів). У складі цього клубу в сезоні 2014/15 завоював срібні медалі чемпіонату. За результатами сезону увійшов до символічної збірної молдавської Національної дивізії на позиції лівого захисника за версією сайту sports.md.
У червні 2017 року став гравцем «Руху» з Винників.

## Нагороди і досягнення

### Командні
«Зімбру»
 Бронзовий призер чемпіонату Молдови: 2011/12
 «Дачія»
 Срібний призер чемпіонату Молдови: 2014/15
- Фіналіст Кубка Молдови: 2014/15

### Особисті
- Найкращий лівий захисник сезону чемпіонату Молдови за версією сайту sports.md: 2014/15[7]